# Gentiana prattii
Gentiana prattii là một loài thực vật có hoa trong họ Long đởm. Loài này được Kusn. mô tả khoa học đầu tiên năm 1893.